# Lago de Retournemer
El lago de Retournemer está situado en el departamento de los Vosgos, en la comuna de Xonrupt-Longemer. Es un lago de origen glacial y es atravesado por el río Vologne.

## Características
- anchura : 320 m
- longitud : 250 m
- superficie total : 5,25 ha
- altitud : 776 m s. n. m.
- profundidad media : 11,50 m

## Formación del valle de los lagos
En el transcurso del Cuaternario, el macizo de los Vosgos ha pasado por sucesivas glaciaciones. Durante la última fase, la glaciación de Würm, entre 80.000 y 10.000 años B.P., se formaron los 3 lagos de origen glaciar que conocemos actualmente: 
- El lago de Retournemer.
- El lago de Longemer, que ocupa una zona baja en el antiguo lecho del glaciar.
- El lago de Gérardmer, formado por las aguas retenidas por los restos de la que fuera la morrena terminal del glaciar.

- Datos: Q1553818
- Multimedia: Lac de Retournemer / Q1553818